# JIJIM
JIJIM（ジジム）は、関東発6人組インディーズロックバンド。2022年5月結成。所属事務所はアミューズ。所属レコード会社はKilim record(自主レーベル)。活動エリアは主に関東。

キャッチコピーは『ピースフルを掲げる革新的セクステット、1音1音に願いを込めた"音楽"を届ける。』

## 概要
JIJIMという名前の由来は、
ボーカル・シンジュが『魔女の宅急便』に出演する「ジジ」が好きで、そこから一文字加えられないかと考えた時に「ジジム」という言葉が浮かび、そこから調べてみるとトルコ語で「小さくて楽しい」という意味があることが判明。
トルコの伝統的な織物のキリムの織り方の1つである「ジジム織り」からヒントを得て、一織り一織い願いを込めて作り上げていくジジム織りのように、一音一音に願いを込めて音を届けていきたい という思いから命名された。
楽曲タイトルはすべてカタカナで表記されており、これはボーカルのシンジュによる「一人一人に違う受け取り方をしてほしい」という思いに基づいている。英語や漢字では意味が定まりすぎてしまうため、より幅広く届き、自由に感じ取ってもらえるよう、あえてカタカナが選ばれている。。

## 略歴

### 2022年
- 5月、JIJIMとしての活動を開始。

### 2023年
- 2月15日、初ライブを越谷EASYGOINGSにて開催し、本格的に始動。
- 関東を中心にライブ活動を展開。
- 5月、1stアルバムをリリースし、初のツアーを開催。
- 9月23日、大塚Deepaにてツアーファイナルを実施。

### 2024年
- 活動エリアを関東圏外にも広げ、名古屋・大阪などのイベントに出演。
- 7月、自主レーベル「Kilim record」を立ち上げ、第1弾作品として「ヘルシーラヴ」をリリースした。[4]
- 9月20日、代官山SPACE ODDにて自主企画ライブ「JIJIM pre. "Bon Voyage!!!" trip.1」を開催。[5]
- Date fm、NACK5などラジオへの出演機会が拡大。
- 11月、楽曲「デイジーレイニー」がJ-WAVE「SONAR TRAX」[6]、Date fm「今月のMEGA PLAY」に選出。

### 2025年
- 1月、楽曲「ブレイク・ソング」がスペースシャワーTV「BOOM BOOM BOOM」マンスリーパワープレイリストに選出。[7]
- 4月9日、渋谷WWWにて自主企画「JIJIM pre. Bon Voyage!!! trip.2」を開催。
- 5月〜6月、楽曲「カラスフライト」が全国10局のラジオなどのパワープレイに選出。
  - 5月
    - J-WAVE SONAR TRAX[8]
    - Date fm 「今月のMEGA PLAY」[9]
    - 東海ラジオ PLAY HOUR![10]
    - 広島FM「安広修平のHFM POWER PUSH」[11]
    - FM栃木 RADIO BERRY「B-HOT!ルーキーズ」[12]
    - FM FUJI「Sound Forest」[13]
    - NACK5 月間パワープレイ[14]
    - スペースシャワーTV「BOOM BOOM BOOM」マンスリーパワープレイリスト[15]
    - YBSラジオ「909 weekly tune」（12日〜18日）[16]

  - 6月
    - しゅうなんFM ヘビーローテーション[17]
- 7月、楽曲「シーイズブルー」がFM FUKUOKAのパワープレイに選出。[18]
- 10月よりツアーを開催し、10月18日に山梨・桜座で初のワンマンライブを実施。

## メンバー
| 名前             | 担当                                    | 生年月日       | 出身             |
| ---------------- | --------------------------------------- | -------------- | ---------------- |
| シンジュ         | ボーカル 作詞 作曲                      | 1999年5月10日  | 山梨県甲府市     |
| ジャン・ジンペイ | ギター                                  | 1999年6月19日  | 山梨県昭和町     |
| オクム           | ベース                                  | 1999年12月20日 | 埼玉県越谷市     |
| カガミ           | ドラム                                  | 2000年2月28日  | 山梨県甲府市     |
| ヒトカ           | キーボード                              | 2001年3月26日  | 山梨県笛吹市     |
| ホリ!!!          | アコースティック・ギター シンセサイザー | 1999年9月12日  | 山梨県富士吉田市 |

## ディスコグラフィー

### 配信限定シングル
|      | 発売日         | タイトル         | 収録アルバム  | 備考 |
| ---- | -------------- | ---------------- | ------------- | ---- |
| 1st  | 2022年5月18日  | ラブミー!!!      | ルートビア!!! |      |
| 2nd  | 2022年6月25日  | マドラー         | ルートビア!!! |      |
| 3rd  | 2022年7月23日  | オツキサマ       | ルートビア!!! |      |
| 4th  | 2024年7月26日  | ヘルシーラヴ     |               |      |
| 5th  | 2024年8月23日  | ナガグツボーイ   |               |      |
| 6th  | 2024年9月20日  | メーデー         |               |      |
| 7th  | 2024年11月15日 | デイジーレイニー |               |      |
| 8th  | 2024年12月20日 | ブレイク・ソング |               |      |
| 9th  | 2025年1月24日  | ニジガール       |               |      |
| 10th | 2025年4月9日   | スタンドバイユー |               |      |
| 11th | 2025年5月2日   | カラスフライト   |               |      |
| 12th | 2025年7月11日  | シーイズブルー   |               |      |

### アルバム
|     | 発売日        | タイトル      | 規格品番 | 収録曲 | 備考                     |
| --- | ------------- | ------------- | -------- | --- | ------------------------ |
| 1st | 2023年6月12日 | ルートビア!!! | JJM-001  | 1. ラブミー!!! 2. ビジュー・ビジュー 3. ランデヴー 4. ドリーマー 5. マドラー 6. カントリーロード20 7. ウタヒト 8. オツキサマ 9. ウララ | 配信開始は2023年10月15日 |

### CD未収録・未配信楽曲
- ネリネ
- ダイスキ♡
- バスケットボールセンシュ

### 制作
- 「ヘルシーラヴ」：編曲・プロデュース - 関口シンゴ(Ovall)[20]
- 「ナガグツボーイ」：編曲・プロデュース - Shingo Suzuki(Ovall)[21]
- 「メーデー」：編曲・プロデュース - Shingo Suzuki(Ovall)[22]
- 「デイジーレイニー」：編曲 - 花井諒[23]
- 「ブレイク・ソング」：編曲 - 関口シンゴ(Ovall)[24]
- 「ニジガール」：編曲 - 花井諒[25]
- 「スタンドバイユー」：編曲 - 花井諒[26]
- 「カラスフライト」：編曲・プロデュース - 大橋トリオ[27]
- 「シーイズブルー」：編曲・プロデュース - 関口シンゴ(Ovall)[28]

## 出演

### テレビ番組
- Break Out（2023年6月21日、テレビ朝日）[29]
- Break Out（2023年8月23日、テレビ朝日）[30]
- ててて！山梨のスゴイ！大集合ジャーン スペシャル（2025年7月4日、山梨放送）[31]

### ラジオ

#### 2023年
- ラジオのアナ〜ラジアナ（2023年8月7日、FM NACK5）- 出演：シンジュ、カガミ[32]

#### 2024年
- ラジオのアナ〜ラジアナ（2024年9月11日、FM NACK5）- 出演：シンジュ、オクム[33]
- FANTASY RADIO（2024年11月10日、FM NACK5）- 出演：オクム、カガミ[34]
- Morning Brush（2024年11月15日、Date fm）- 出演：シンジュ、カガミ、ヒトカ[35]
- SOUND GENIC（2024年11月20日、Date fm）- 出演：ジャン・ジンペイ、オクム[36]
- RAD 〜Radio All Day〜（2024年12月11日、Date fm）- 出演：シンジュ、ホリ!!![3]
- SUNDAY EVENING SPECIAL / ZIP-FM SPECIAL LIVE in Centrair（2024年12月22日、ZIP-FM）- 出演：全員（ライブ音源放送）[37]
- FIND OUT!（2024年12月29日、ZIP-FM）- 出演：全員[38]

#### 2025年
1月
- RADIO DONUTS（2025年1月2日、J-WAVE）- 出演：シンジュ、ジャン・ジンペイ[39]

2月
- EVENING TAP（2025年2月3日、FM802）- 出演：シンジュ(コメント出演)[40]
- Morning Brush（2025年2月7日、Date fm）- 出演：シンジュ、ヒトカ[41]
- カメレオンパーティー（2025年2月9日、FM NACK5）- 出演：シンジュ、オクム[42]
- ラジオのアナ〜ラジアナ（2025年2月12日、FM NACK5）- 出演：シンジュ、ホリ!!![43]
- ひる前らじお うるさごぜん（2025年2月13日、山梨放送）- 出演：シンジュ、ホリ!!![44]

4月
- ZIP OHANAMI STATION SUNDAY EVENING SPECIAL -LIVE ON AIR-（2025年4月6日、ZIP-FM）- 出演：全員（ライブ音源放送）[45]

5月
- 沈黙の金曜日（2025年5月2日、FM FUJI）- 出演：シンジュ、カガミ[46]
- BLUE IN GREEN（2025年5月3日、J-WAVE）- 出演：シンジュ(コメント出演)[47]
- NACK5時ラジ（2025年5月8日、NACK5）- 出演：シンジュ(コメント出演)
- SAISON CARD TOKIO HOT 100（2025年5月18日、J-WAVE）- 出演：シンジュ、ジャン・ジンペイ[48]
- ひる前らじお うるさごぜん（2025年5月20日、山梨放送）- 出演：シンジュ、ホリ!!![49]
- Morning Brush（2025年5月23日、Date fm）- 出演：シンジュ、オクム[50]
- SOUND GENIC（2025年5月26日、Date fm）- 出演：全員(コメント出演)
- シャカリキ（2025年5月28日、Kiss FM KOBE）- 出演：シンジュ、ジャン・ジンペイ[51]

6月
- 909 Music Selection（2025年6月1日、山梨放送）- 出演：シンジュ、ジャン・ジンペイ、ホリ!!!、ヒトカ[52]
- 劇団サンバカーニバル（2025年6月14日、FM FUJI）- 出演：シンジュ[53]
- J-WAVE TOKYO MORNING RADIO（2025年6月19日、J-WAVE）- 出演：シンジュ、ヒトカ[54]

7月
- PEOPLE’S ROASTERY（2025年7月8日、J-WAVE）- 出演：シンジュ、ヒトカ
- ラジオのアナ〜ラジアナ（2025年7月16日、FM NACK5）- 出演：シンジュ、オクム[55]
- CONNECT（2025年7月17日、LuckyFM）- 出演：シンジュ(コメント出演)[56]
- HOLIDAY SPECIAL「TOKYU LAND CORPORATION presents RAISED IN THE CITY, SHIBUYA」（2025年7月21日、J-WAVE）[57]- 出演：全員（ライブ音源放送）
- CFESTIVAL OUT powered by Fanplus（2025年7月25日、TOKYO FM）- 出演：シンジュ、ジャン・ジンペイ[58]
- MORNING JAM（2025年7月28日、FM FUKUOKA）- 出演：シンジュ
- Ultra Radio Connection ～DIG!!!!!!!! FUKUOKA (ディグ・フクオカ)～（2025年7月28日、FM FUKUOKA）- 出演：シンジュ
- Hyper Night Program GOW!!（2025年7月28日、FM FUKUOKA）- 出演：シンジュ

8月
- FLOW KEIGOのトーク巡礼（2025年8月10日・17日、FM愛媛・FM高知・FM徳島・FM香川）- 出演：シンジュ、カガミ

### その他
- 山梨日日新聞（2022年7月15日）[59]
- 山梨日日新聞（2023年6月16日）[60]
- BOOM BOOM BOOM ch. (2024年9月2日)[61]

## ライブ・イベント
※ブッキングライブは除外。自主企画、フェス出演、イベント出演に限定。

### 自主企画・ツアー・ワンマンライブ
2023年
- 6月12日 - 9月23日：1st album『ルートビア!!!』リリース記念ツアー「ラッキー・ランデヴー・ポイントツアー」 [62]

2024年
- 9月20日：自主企画ライブ「Bon Voyage!!! trip.1」 [5]

2025年
- 4月9日：自主企画ライブ「Bon Voyage!!! trip.2」[25]
- 10月18日 - 11月21日：「カンカ ノ カンカ ツアー 2025」（一部ワンマン）[63]

### フェス・サーキット出演
2023年
- 3月30日：GOLD YOUTH FESTIVAL 2023 [64]

2024年
- 10月5日：Date fm MEGA★ROCKS 2024 [65]
- 10月13日：FM802 MINAMI WHEEL 2024 [66]
- 12月14日：AUF Booth 2024 [67]

2025年
- 2月2日：でらロックフェスティバル2025 [68]
- 3月15日：SANUKI ROCK COLOSSEUM 2025 [69]
- 6月7日：百万石音楽祭〜ミリオンロックフェスティバル〜 2025
- 6月8日：SAKAE SP-RING 2025
- 7月21日：フロムゼロサンフェス[70]
- 9月28日：TOKYO CALLING 2025[71]
- 10月4日：Date fm MEGA★ROCKS 2025 [72]
- 10月12日：FM802 MINAMI WHEEL 2025

### イベント出演
2024年
- 10月15日：OSAKA MUSE pre. MINAMI WHEEL 2024 EDITION [73]
- 11月23日：ZIP-FM SPECIAL LIVE in Centrair [74]
- 12月31日：O-Crest 2024 Year End Party [75]

2025年
- 3月29日：ZIP OHANAMI STATION 2025 [76]
- 4月13日：ジャイガスピンオフイベント「GIGANTIC TOWN MEETING 2025」[77]
- 5月23日：MEGA★ROCKS connect vol.1 [78]
- 7月13日：J-WAVE presents INSPIRE TOKYO 2025 ～Best Music & Market～ supported by Expedia[79]
- 8月5日：ムロフェス後夜祭
- 8月8日：JIJIM × FM FUKUOKAスペシャルトーク＆ライブ

## タイアップ
| 曲名             | タイアップ                                                        |
| ---------------- | ----------------------------------------------------------------- |
| ニジガール       | 山梨放送YBSワイドニュース エンディングテーマ(2025/3/31-2025/6/27) |
| スタンドバイユー | 公立大学 都留文科大学"創立70周年記念ブランディングムービー"       |
| カラスフライト   | FM香川 786・SUPER MEDIO 2025年5月度エンディングテーマ             |